# Самалдикан
Самалдикан — река в Жиганском улусе Якутии, левый приток реки Хоруонгка. Длина Самалдикана — 155 км. Площадь водосборного бассейна — 1520 км².
Начинается в левобережье реки Серки, течёт сначала в юго-восточном направлении через лиственничный лес. Северо-восточнее озера Сыкылла поворачивает на восток. Низовья заболочены. Ширина реки около устья — 20 метров, глубина — 0,4 метра, скорость течения 0,4 м/с.
Впадает в Хоруонгку на расстоянии 101 километр от её устья.
В юрских отложениях в бассейне реки найдены аммониты Dactylioceras gracile, Dactylioceras athleticum и Pseudolioceras.

## Притоки
Объекты перечислены по порядку от устья к истоку.
- 25 км: Агафья-Мундулагын-Сяне
- 44 км: Соболох-Сяне
- 54 км: Тептигил
- 62 км: Унтангат-Сяне
- 110 км: Элбескян
- 116 км: Ырас-Юрях
- 118 км: Кыстатар
- 126 км: Элгердях

## Сведения государственного водного реестра
По данным государственного водного реестра России относится к Ленскому бассейновому округу.
Код водного объекта — 18030900112117500008597.